# Municipio de Kanepi
El municipio de Kanepi (estonio: Kanepi vald) es un municipio estonio perteneciente al condado de Põlva.

## Localidades (población año 2011)
- Abissaare 64
- Aiaste 65
- Erastvere 286
- Häätaru 15
- Hauka 27
- Heisri 31
- Hino 38
- Hurmi 72
- Ihamaru 135
- Jõgehara 47
- Jõksi 36
- Kaagna 52
- Kaagvere 60
- Kanepi 564
- Karaski 31
- Karilatsi 61
- Karste 76
- Koigera 46
- Kooli 47
- Kooraste 46
- Krootuse 369
- Krüüdneri 29
- Lauri 29
- Maaritsa 178
- Magari 57
- Mügra 70
- Närapää 54
- Palutaja 29
- Peetrimõisa 53
- Piigandi 80
- Piigaste 87
- Pikajärve 54
- Pikareinu 51
- Põlgaste 374
- Prangli 108
- Puugi 51
- Rebaste 40
- Saverna 338
- Sirvaste 70
- Soodoma 150
- Sõreste 56
- Sulaoja 38
- Tiido 63
- Tõdu 33
- Tuulemäe 39
- Valgjärve 165
- Varbuse 30
- Veski 57
- Vissi 61
- Voorepalu 40[1]

## Bandera
La bandera fue votada por internet, debido a que el nombre de la ciudad también significa "cannabis". Por tal razón, cierto usuario propuso el diseño "Mari Jane" y este fue aprobado por más de 15,000 votos, a pesar de que la población es menor al número de votos. Igualmente, es tradicional la siembra de cáñamo para la elaboración de aceites y otros derivados.